# 高橋種資
高橋 種資（たかはし たねすけ）は、戦国時代から江戸時代初期にかけての武将。後北条氏の家臣。父は北条康種、母は太田資重の長女。北条姓時代の名（諱）は氏資（うじすけ）。

## 生涯
元亀4年（1573年）2月10日、相模国小田原にて誕生する。母方の太田氏に養われる。幼少より北条氏直に仕えた。性質温和・恭順であったため、氏直に認められ、天正14年（1586年）11月15日に氏直の御前に於いて元服した。この時、氏直から後北条氏の通字（とおりじ。「氏」の1字：家に代々継承され、先祖代々使う特定の文字。偏諱ではない）と御家号（後北条氏）を賜り、北条彦太郎氏資と名乗る。
天正18年（1590年）の小田原征伐では3月に小田原城が落城したため、父の名代として、氏直の随行者として高野山に入寺した。しかし、父の北条康種の落居とともに、同年10月に武州碑文谷法華寺（現・圓融寺）に入った。その後、父・弟ら5名とともに祖父綱種が難波田善銀と合戦をした武州牟礼野の砦跡近辺・中島に住居を移した。
文禄2年（1593年）父が高齢になったため家督を継ぎ、牟礼の開墾に専念した。文禄3年（1594年）北条氏規の命令により、父の名代として再び高野山に入った。このため、開墾は家臣の岩崎新右衛門康永、板橋清兵ヱ康長、浅野九郎左衛門康久に依頼した。文禄4年（1595年）牟礼に帰郷し、名主となる。
慶長元年（1596年）、父・康種が発意し、大叔父高橋氏高が副願いして、父・康種の自宅に真福寺を開基した。慶長2年（1597年）2月、氏規の命により、大阪に赴き、中国・九州地方を遊歴する。慶長5年（1600年）帰郷の途中、尾張国清洲に立ち寄り、旧知である福島正則の家臣である梶田新助宅に寄宿した。この時、関ヶ原の戦いが起こったため、福島正則に従って参戦した。特に同年8月23日の岐阜城攻めに戦功があったため、福島正則が安芸国広島城に入城した折に500石を賜った。後に精勤のため、300石を加増され、さらに270石を加増された。
元和元年（1615年）江戸屋敷詰惣目付役となる。福島正則からは信頼され、一層の勤仕を期待されたが、父・康種からの老齢であることと、開墾が進んでいないことからを再三督促され、同年11月15日に牟礼に帰郷した。その後、元和5年（1619年）福島家は改易となった。
寛永元年（1624年）、嫡男種実に家督を譲り、氏直の三十三回忌にあたり、剃髪して浄祐斉と名乗った。
承応2年（1653年）6月28日没。80歳。

## 参考資料
- 三鷹市史「牟礼高橋家系図」